# Mohammed Hanif
Œuvres principales
A Case of Exploding Mangoes
Mohammed Hanif, né en novembre 1964 à Okara au Pakistan, est un écrivain et journaliste pakistanais.

## Biographie
Il est d'abord pilote de l'air de l’armée pakistanaise avant de se lancer dans l’écriture et le journalisme.
Il pratique l'ourdou, mais écrit en anglais.

## Œuvres traduites en français
- Attentat à la mangue, [« A case of exploding mangoes »], trad. de Bernard Turle, Paris, Éditions Des Deux Terres, 2009, 473 p.  (ISBN 978-2-84893-062-6)[2],[3]
- Notre-Dame d'Alice Bhatti, [« Our lady of Alice Bhatti »], trad. de Bernard Turle, Paris, Éditions Des Deux Terres, 2012, 356 p.  (ISBN 978-2-84893-121-0)[4],[5]